# Didelphis pernigra
La zarigüeya orejiblanca andina (Didelphis pernigra) es una especie de marsupial didelfimorfo de la familia Didelphidae que habita en el extremo occidental de Venezuela, centro de Colombia, Ecuador, mitad occidental del Perú, el oeste de Bolivia, y el extremo noroeste de la Argentina, en la provincia de Salta.

## Etimología
El epíteto específico significa "toda negra", del latín per: sobre toda su extensión, y nigra: negra.

## Descripción
Alcanza entre 59 y 87 cm de longitud desde la nariz hasta el extremo de la cola. Pesa entre 500 y 2000 g. El pelaje del dorso es denso y gris oscuro, con tonos diferentes que van hasta el negro y con puntas blancas; el pelaje ventral a menudo es blancuzco o amarillento pálido. La cabeza blanca amarillenta, con un grueso anillo negro alrededor de los ojos; y con una franja negra triangular, que nace entre los ojos y va hasta la corona, para hacia atrás unirse con el pelaje dorsal; orejas desnudas de color blancuzco o rosado. La cola es desnuda.

## Hábitat y comportamiento
Vive en los Andes entre los 1.500 y 3.700 m de altitud en áreas con vegetación, cerca de cursos de agua. De hábitos nocturnos, se alimenta de invertebrados y pequeños vertebrados como lagartijas, pájaros y ratones.